# Атомные кинематографисты
«Атомные кинематографисты: За кадром» (англ. Atomic Filmmakers: Behind the Scenes) — американский документальный научно-популярный фильм 1999 года Питера Курана, рассказывающий об американских кинооператорах, участвовавших в съёмках ядерных испытаний. Фильм вышел на видео. Другое название: «Атомные кинематографисты. Совершенно секретная киностудия Голливуда» (англ. The Atomic Filmmakers. Hollywood's Top Secret Film Studio).

## Сюжет
Овладев ядерным оружием в конце Второй мировой войны, США не раз проводили его испытания на протяжении последующих десятилетий. Разгар «холодной войны». Чтобы получить ценные кадры развития разных фаз ядерного взрыва, было секретно привлечено множество кинооператоров, которые рискуя здоровьем, выполняли эту опасную работу. В 1947 году была создана специальная секретная киностудия англ. «Lookout Mountain Air Force Station», где происходила обработка отснятого материала, киномонтаж, создание учебных фильмов и их хранение под грифом «совершенно секретно». Всего было отснято 6500 секретных фильмов. Рассекречена работа атомных кинематографистов была только в 1997 году. В фильме принимают участие и рассказывают о своей работе бывшие секретные кинооператоры.